# Megasurcula stearnsiana
Megasurcula stearnsiana is een slakkensoort uit de familie van de Pseudomelatomidae. De wetenschappelijke naam van de soort werd voor het eerst geldig gepubliceerd in 1904 door Raymond als Pleurotoma (Genota) stearnsiana.